# Премія Валерія Шевчука
Літературна премія Валерія Шевчука (Премія Шевчука) — українська літературна премія, творча відзнака за найкращу книгу прози, видану українською мовою за попередній календарний рік, вручається щороку в квітні на спеціальній урочистій церемонії в Інституті філології та журналістики Житомирського державного університету.

## Історія премії
Премія Валерія Шевчука була започаткована у Інституті філології та журналістики Житомирського державного університету імені Івана Франка 29 листопада 2011 року.

## Положення про премію
Премія (диплом і почесна відзнака) за найкращу книгу прози, видану українською мовою за попередній календарний рік, вручається щороку в квітні на спеціальній урочистій церемонії в Інституті філології та журналістики ЖДУ. За словами Валерія Шевчука, премія підноситиме престиж художніх творів, у центрі уваги яких буде людина, з її проблемою вибору, її інтелектуальним, емоційним і соціальним світом .
Положення про літературну премію Валерія Шевчука

## Лауреати Премії Шевчука різних років
- За 2011 рік — Юрій Щербак за твір «Час смертохристів: Міражі 2077 року» [2]
- За 2012 рік — Володимир Даниленко за твір «Тіні в маєтку Тарновських»
- За 2013 рік — Ярослав Мельник за роман «Далекий простір» [3]
- За 2014 рік — Галина Пагутяк за роман «Магнат»
- За 2015 рік — Григорій Гусейнов за роман «Одіссея Шкіпера та Чугайстра: Окупаційний роман»[4].